# کوئیزیلی
کوئیزیلی شهری در شهرستان ساپونه در استان بازگا در بورکینافاسوی مرکزی است و جمعیت آن ۱۲۳۶ نفر است.